# Monogalattosildiacilglicerolo sintasi
La monogalattosildiacilglicerolo sintasi è un enzima appartenente alla classe delle transferasi, che catalizza la seguente reazione:
UDP-galattosio + 1,2-diacil-sn-glicerolo ⇄ UDP + 3-β-D-galattosil-1,2-diacil-sn-glicerolo
Questo enzima aggiunge solo un gruppo galattosile al diacilglicerolo; la digalattosildiacilglicerolo sintasi (numero EC 2.4.1.241), aggiunge un gruppo galattosile al prodotto della reazione sopra. Ci sono tre isoforme in Arabidopsis che possono essere divise in tre tipi, tipo A (MGD1) e tipo B (MGD2 e MGD3). MGD1 è l'isoforma responsabile della sintesi del monogalattosildiacilglicerolo (MGDG) in Arabidopsis [4].